# Micah Berry
Micah Berry (Ontario, 6 de dezembro de 1998) é um ator mirim canadense, mais conhecido por seu papel no filme Coisas Que Perdemos Pelo Caminho, onde contracenou com Halle Berry, Benicio Del Toro e David Duchovny.

## Filmografia
| Filmes | Filmes                     | Filmes                           | Filmes     |
| Ano    | Título Original            | Título (Brasil)                  | Papel      |
| ------ | -------------------------- | -------------------------------- | ---------- |
| 2007   | Things We Lost in the Fire | Coisas Que Perdemos Pelo Caminho | Dory Burke |

## Prêmios e Indicações
| Prêmios | Prêmios   | Prêmios             | Prêmios                                                 | Prêmios                          |
| Ano     | Resultado | Premiação           | Categoria                                               | Título                           |
| ------- | --------- | ------------------- | ------------------------------------------------------- | -------------------------------- |
| 2008    | Venceu    | Young Artist Awards | Melhor Performance em um Filme - Ator Jovem Até 10 Anos | Coisas Que Perdemos Pelo Caminho |